# Поліакрилати

Поліметилметакрилат

Поліакрила́ти (англ. polyacrylates, рос. полиакрилаты) — полімери, макромолекули яких складаються з естерів акрилової кислоти із загальною формулою (–CH2–CH(COOR)–)n, наприклад, поліметилметакрилат. Такі полімери звичайно стійкі до дії води, розбавлених водних розчинів лугів, кислот, але нестійкі до концентрованої оцтової кислоти, фенолів.
Збільшення довжини ланцюга спиртового залишка R веде до підвищення водо- та морозостійкості, але послаблює тривкість до органічних розчинників.